# Barry Loudermilk
Pour les articles homonymes, voir Loudermilk (homonymie).
Barry Dean Loudermilk, né le 22 décembre 1963 à Riverdale (Géorgie), est un homme politique américain, représentant républicain de Géorgie à la Chambre des représentants des États-Unis depuis 2015.

## Biographie
Barry Loudermilk est originaire de Riverdale dans le comté de Clayton en Géorgie. Il entre dans l'armée de l'air américaine en 1984 et est diplômé du Community College of the Air Force (en) durant son service. Lorsqu'il sort de l'armée en 1992, il obtient un bachelor of science à la Wayland Baptist University (en).
Après avoir présidé le Parti républicain du comté de Bartow au début des années 2000, il est élu à la Chambre des représentants de Géorgie en 2004,. Il rejoint le Sénat de Géorgie en 2011 ; il y représente le 14e district qui comprend en partie les comtés de Bartow, Cherokee et Cobb.
Au printemps 2013, il démissionne du Sénat pour se présenter à la Chambre des représentants des États-Unis dans le 11e district de Géorgie. Le district, autour de Marietta dans le nord d'Atlanta, est un fief républicain ayant voté à 67 % pour Mitt Romney en 2012. Le représentant sortant, Phil Gingrey (en), est candidat au Sénat des États-Unis. Loudermilk arrive en tête de la primaire républicaine avec 37 % des voix, devant l'ancien représentant fédéral Bob Barr (26 %). Soutenu par le Tea Party, il bat largement Barr au second tour en rassemblant près de deux-tiers des suffrages. Sans opposant lors de l'élection générale, il est élu représentant avec 100 % des voix.
Candidat à un second mandat en 2016, il remporte la primaire républicaine avec 60 % des suffrages devant quatre autres prétendants. En novembre, il affronte le démocrate Don Wilson.
Durant la procédure menant à l’impeachment de Donald Trump par la Chambre des représentants il compare la procédure entamée contre Trump au procès de Jésus en expliquant que « Ponce Pilate a accordé plus de droits à Jésus que les démocrates n'en ont accordé à ce président dans cette procédure ».
Les travaux de la commission d'enquête sur l'assaut du Capitole le 6 janvier 2021 ont mis en évidence via les images de vidéo-surveillance qu'il a conduit des visites de ce bâtiment la veille, le 5 janvier, au cours desquelles des photos des lieux ont été prises par les participants. La police de Capitole ne considère pas cette activité suspecte dans une réponse adressée à la commission d'enquête.